# Thamnophilus
Thamnophilus là một chi chim trong họ Thamnophilidae.